# 킥애스토렌트

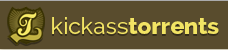

킥애스 토렌트(KickassTorrents, KAT)는 2008년에 개설된 비트토렌트 웹사이트로, 2014년 11월까지 킥애스 토렌트는 파이러트 베이를 제치고 세계에서 가장 많이 방문했던 비트토렌트 디렉토리가 되었다. KAT는 2016년 7월 20일 미국 정부에 의해 도메인이 붙잡히면서 오프라인 상태가 되었다. 이와 동시에 사이트의 프록시 서버는 직원들에 의해 작동이 중단되었다.
2016년 12월, 전 KAT 스태프들이 전임자의 특징과 외모를 갖춘 웹사이트를 만들어 KAT 커뮤니티를 부활시켰다. 비트토렌트 파일을 공유하는 웹사이트이다.